# Тит Геганий Мацерин
Тит Геганий Мацерин (на латински: Titus Geganius Macerinus; * 525 пр.н.е., Рим; † сл. 492 пр.н.е.) e римски политик през 5 век пр.н.е. Той произлиза от патрицианския род Гегании.
През 492 пр.н.е. Геганий е избран за консул заедно с Публий Минуций Авгурин. По времето на неговия консулат има голяма гладна криза в Рим.